# Lijst van personen overleden in mei 2019
Dit is een lijst van bekende personen die zijn overleden in mei 2019.

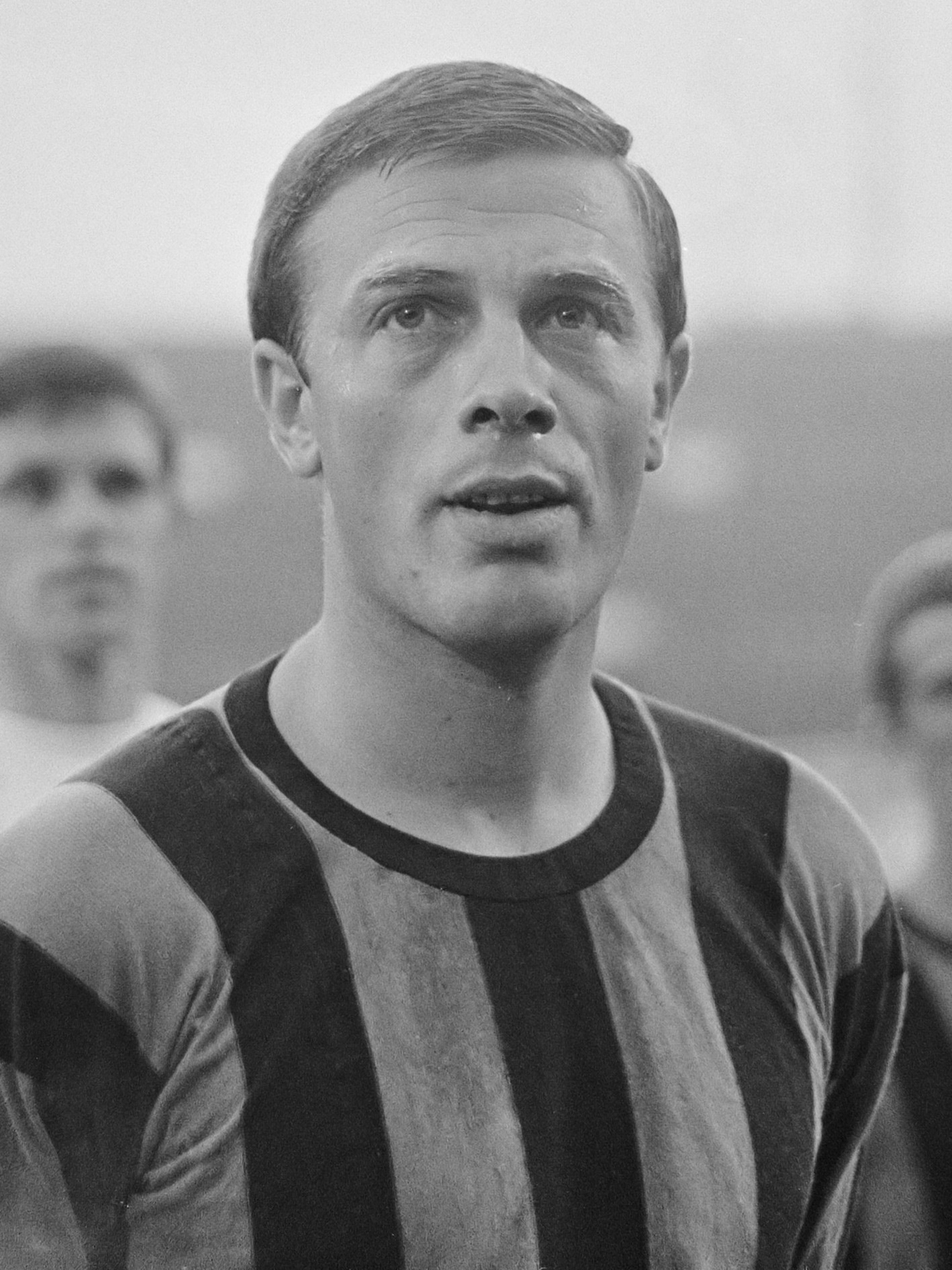
Frits Soetekouw
3 mei

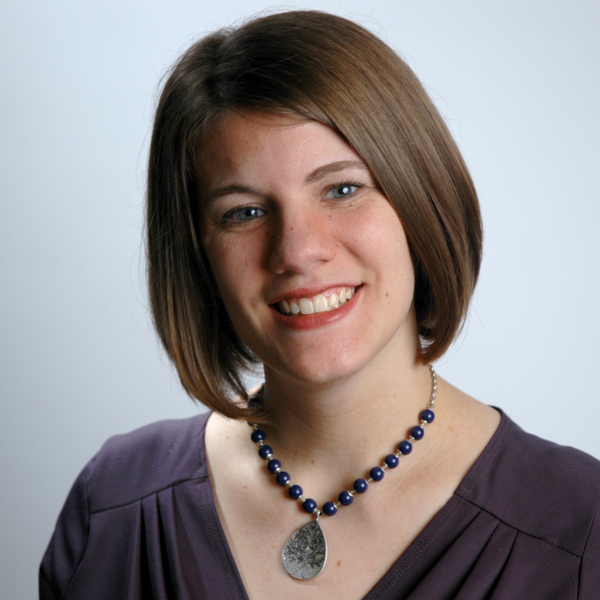
Rachel Held Evans
4 mei

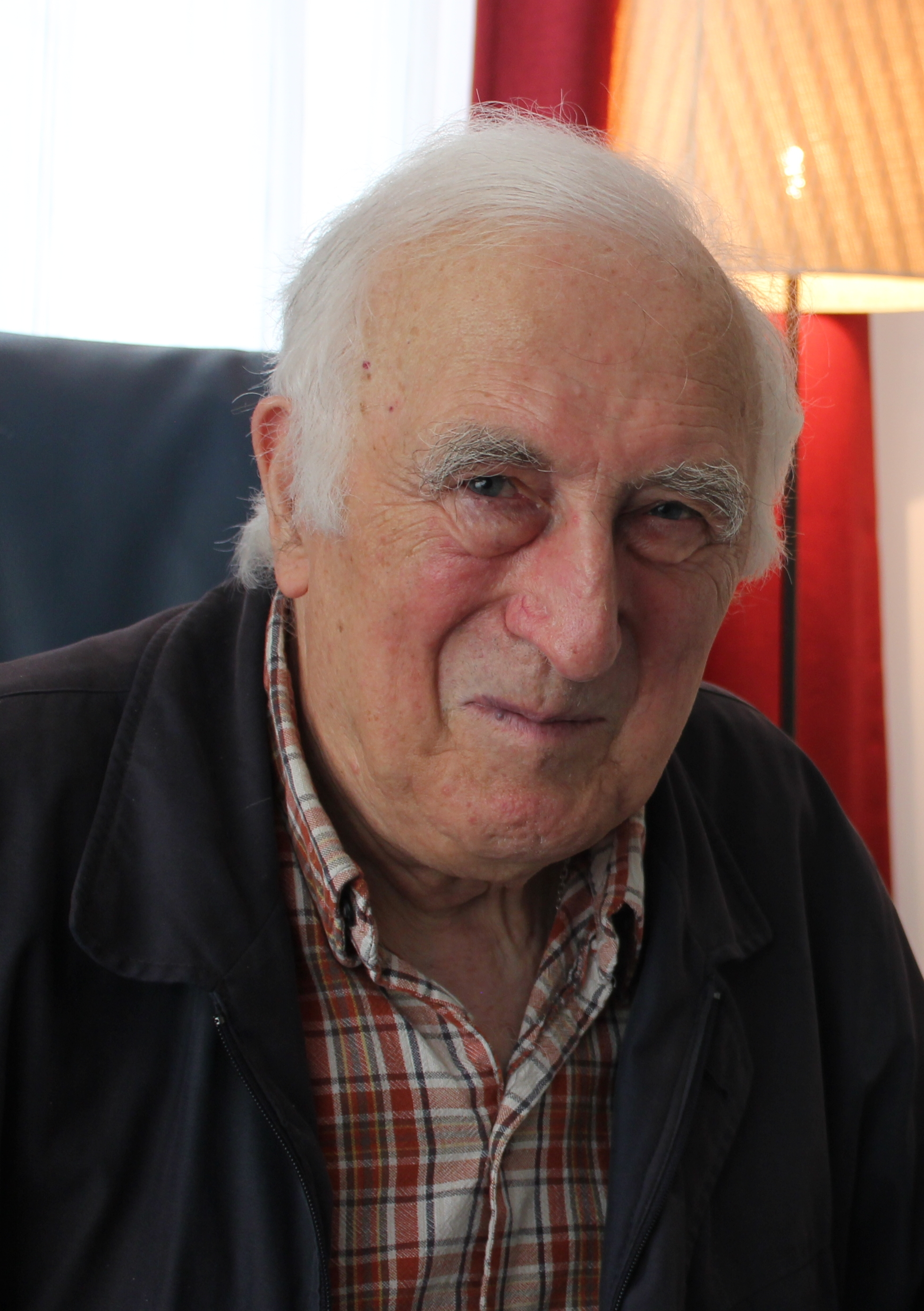
Jean Vanier
7 mei

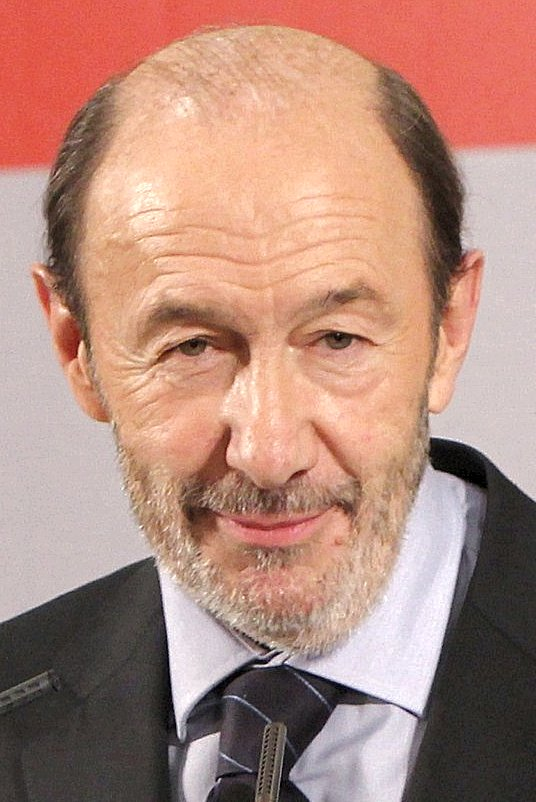
Alfredo Pérez Rubalcaba
10 mei

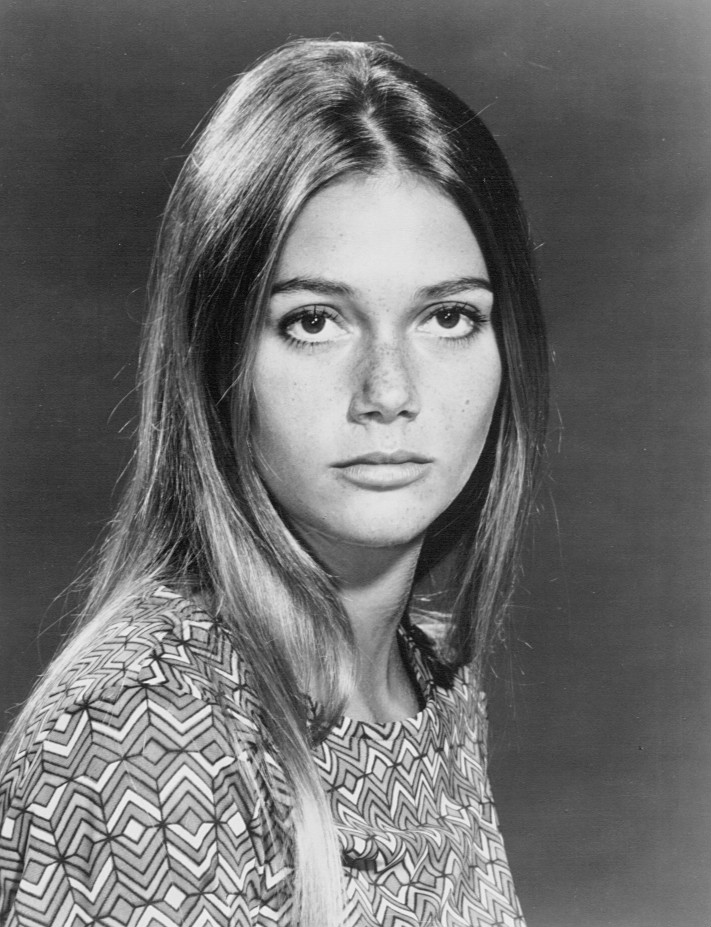
Peggy Lipton
11 mei

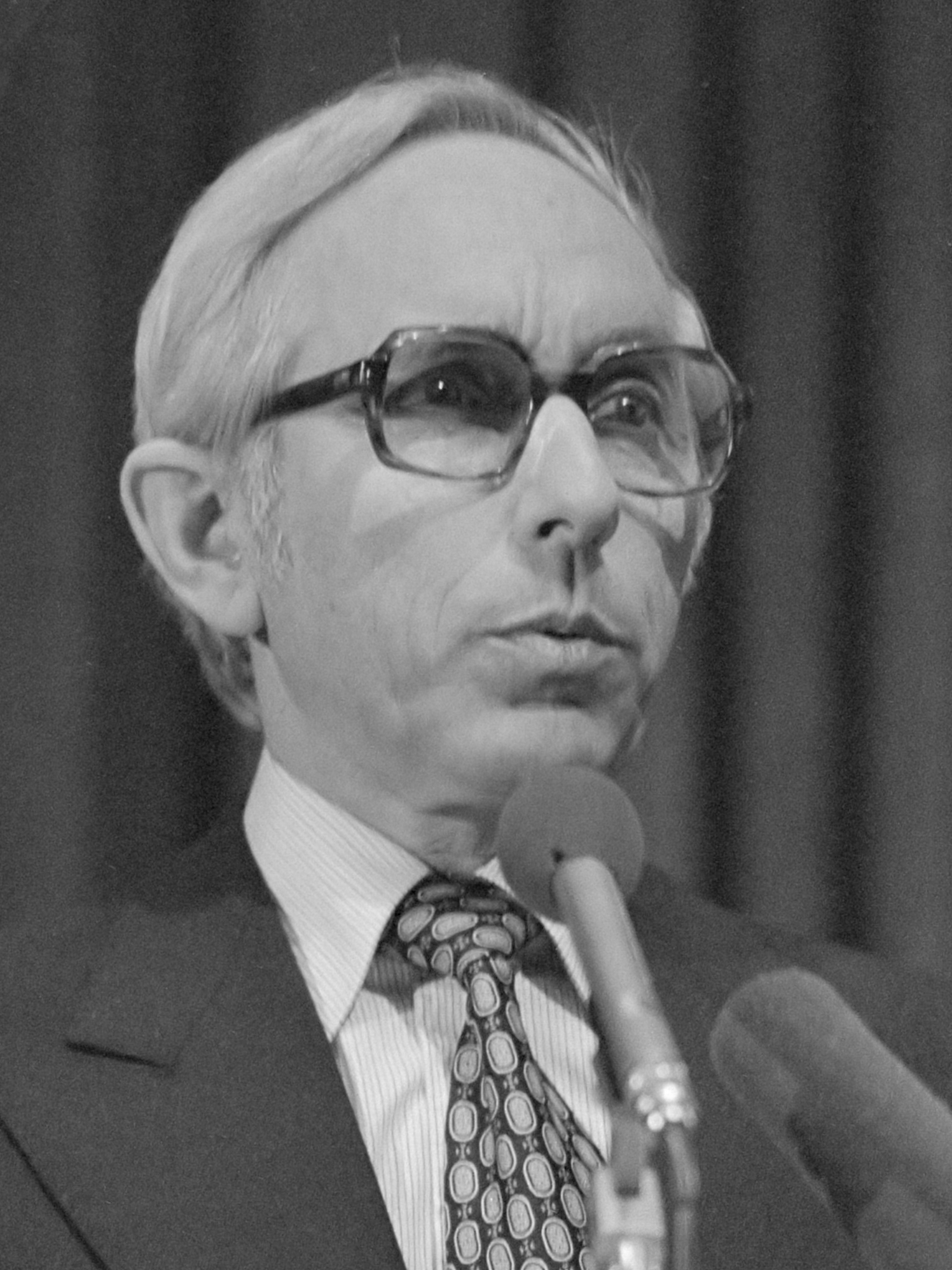
Jan Lanser
12 mei

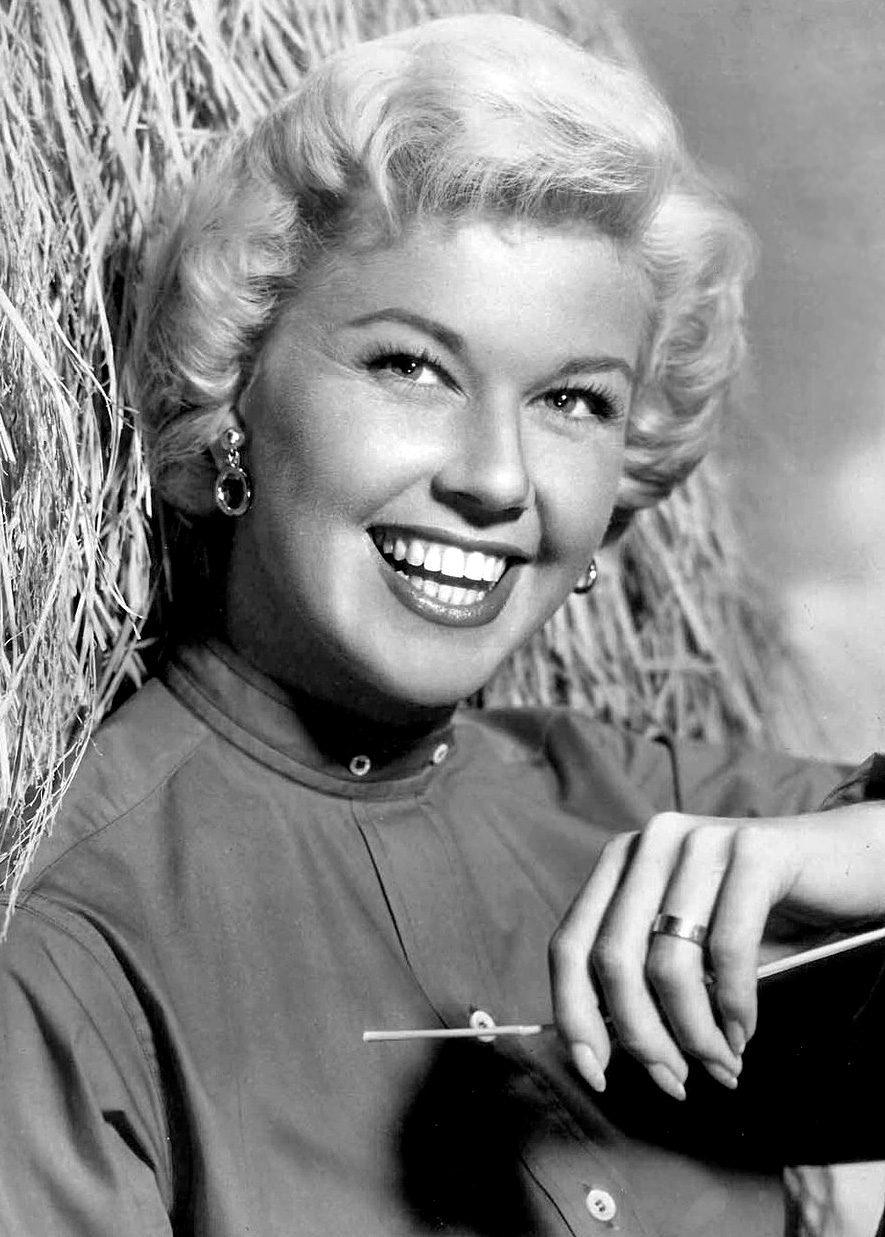
Doris Day
13 mei

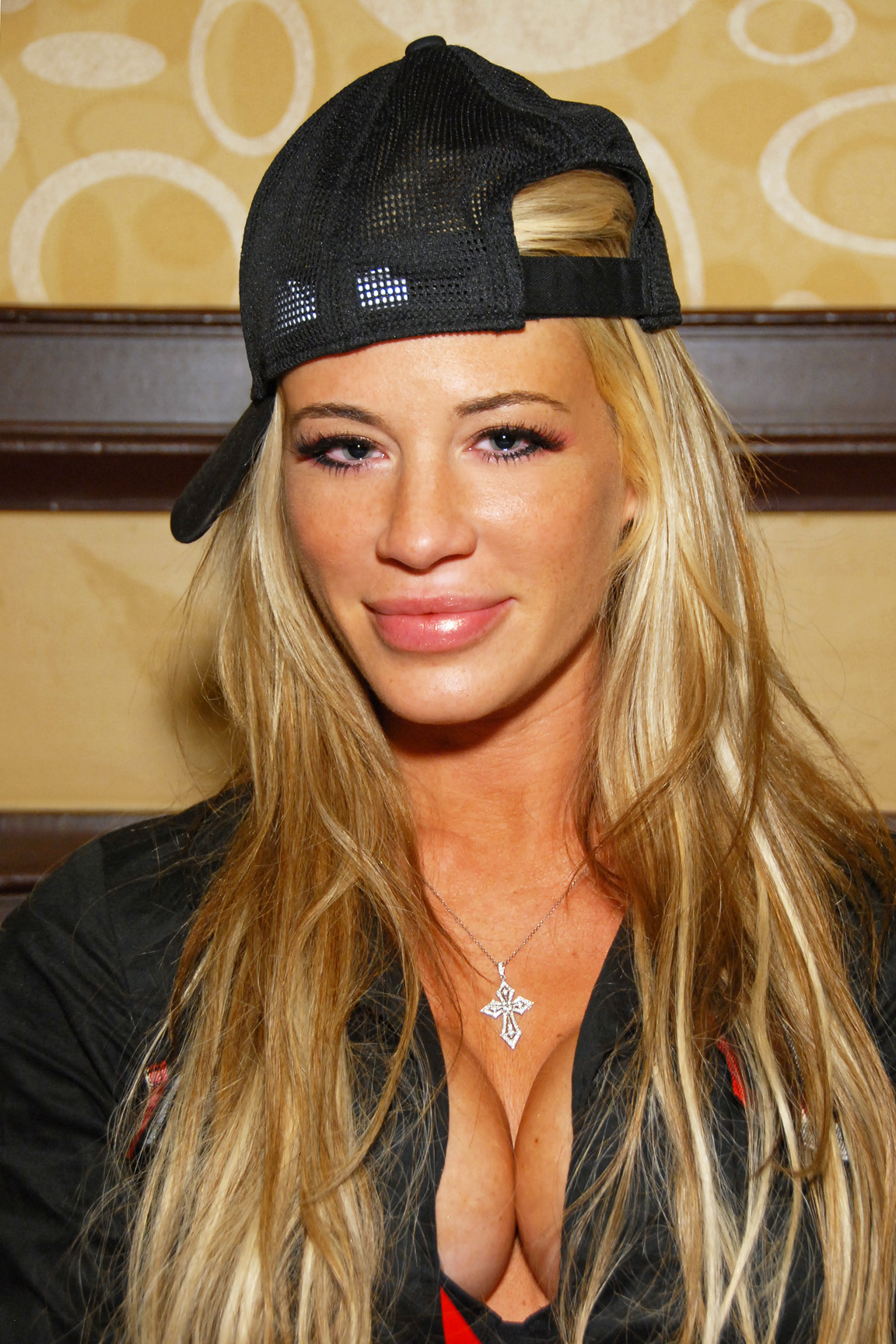
Ashley Massaro
16 mei

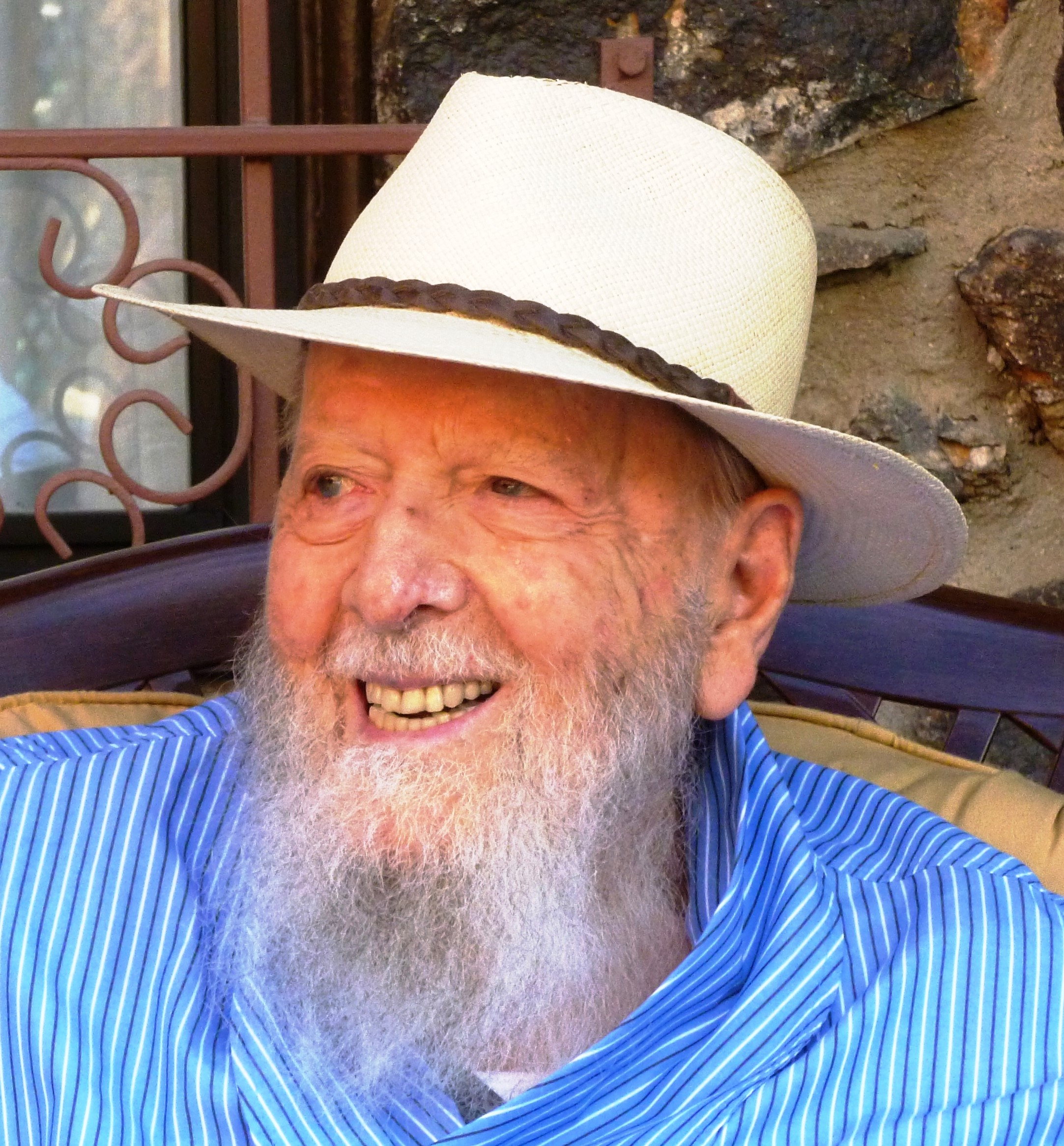
Herman Wouk
17 mei

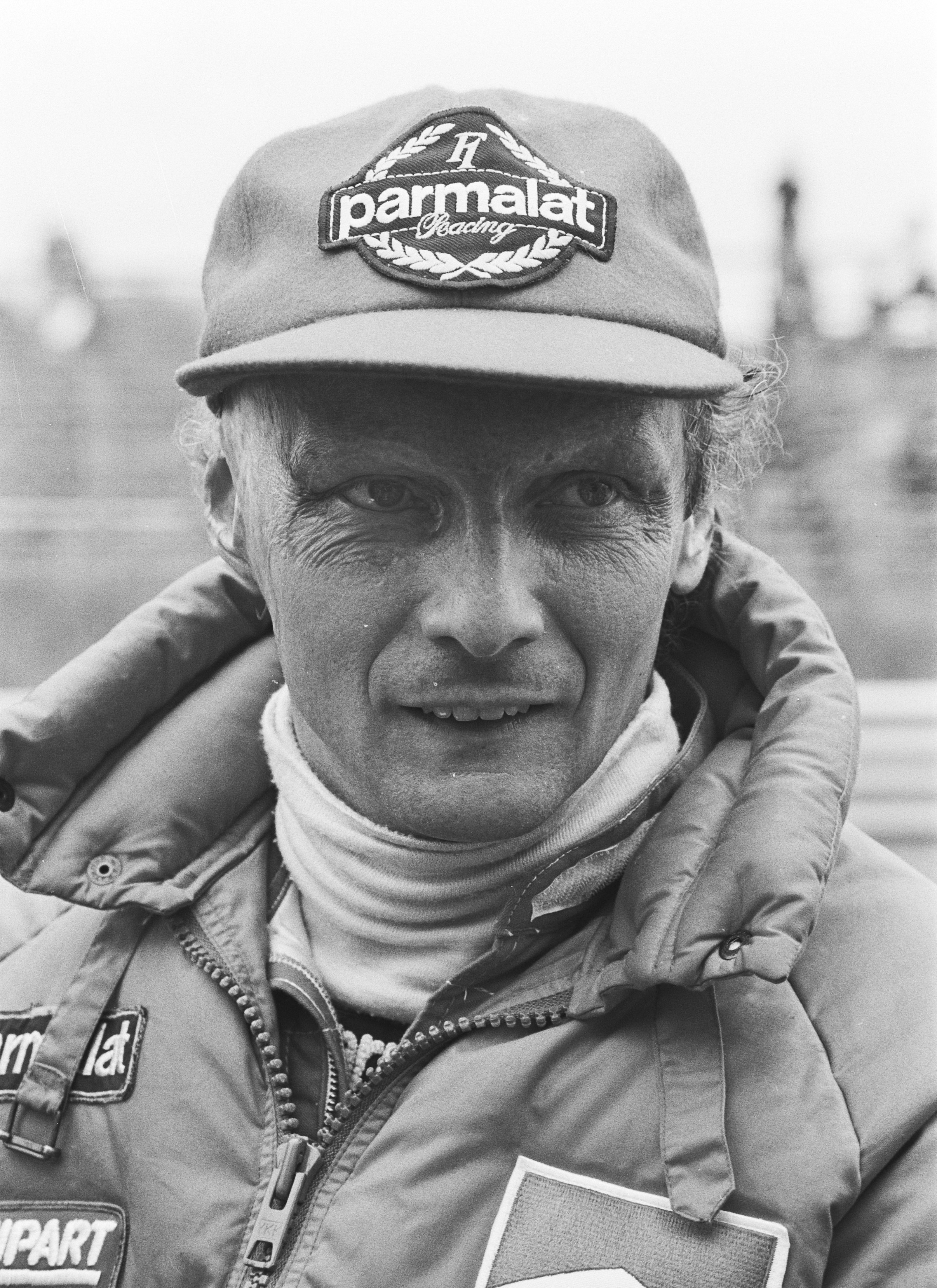
Niki Lauda
20 mei

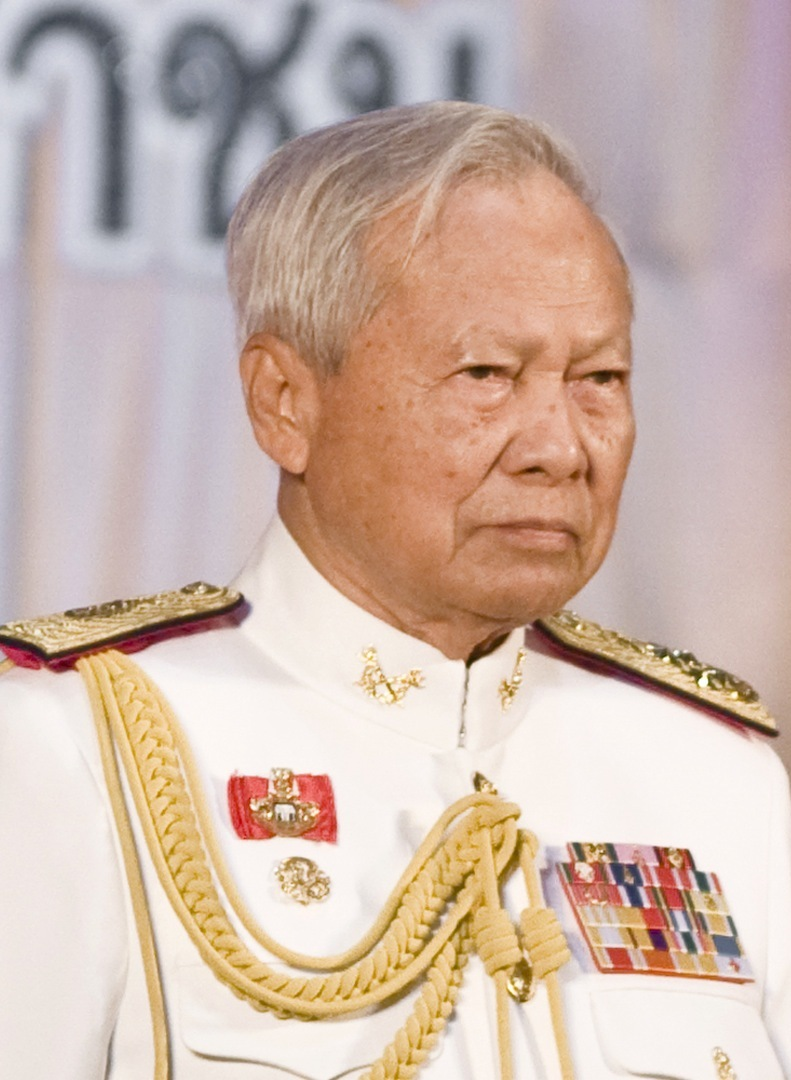
Prem Tinsulanonda
26 mei

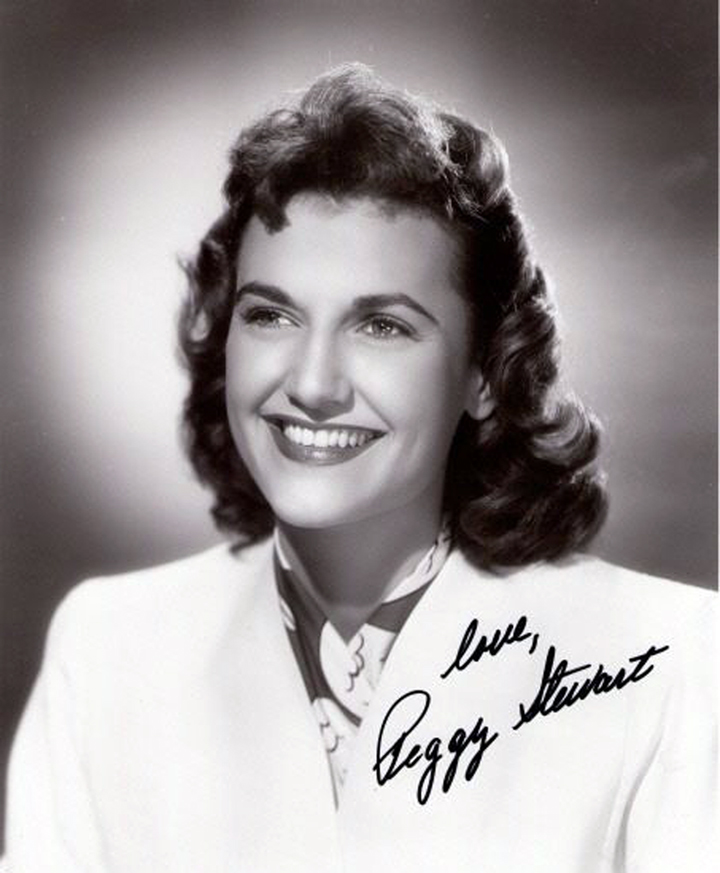
Peggy Stewart
29 mei

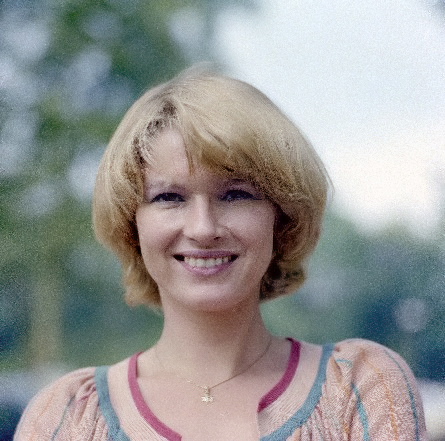
Martine Bijl
30 mei

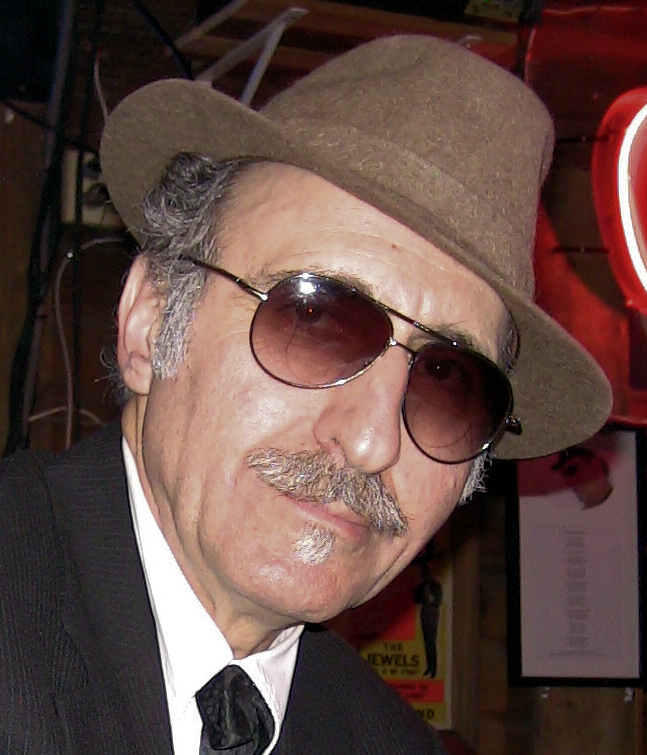
Leon Redbone
30 mei

| 1 | 2 | 3 | 4 | 5 | 6 | 7 | 8 | 9 | 10 | 11 | 12 | 13 | 14 | 15 | 16 | 17 | 18 | 19 | 20 | 21 | 22 | 23 | 24 | 25 | 26 | 27 | 28 | 29 | 30 | 31 |
| - | - | - | - | - | - | - | - | - | -- | -- | -- | -- | -- | -- | -- | -- | -- | -- | -- | -- | -- | -- | -- | -- | -- | -- | -- | -- | -- | -- |

### 1 mei
- Dinko Dermendzjiev (77), Bulgaars voetballer[1]
- Lode Van Dessel (87), Belgisch politicus[2]

### 2 mei
- Rafael Hernández Colón (82), Puerto Ricaans politicus[3]
- Bart Hofman (97), Nederlands politicus[4]
- Frans Rutten (84), Nederlands econoom[5]

### 3 mei
- Goro Shimura (89), Japans wiskundige en professor[6]
- Frits Soetekouw (80), Nederlands voetballer[7]

### 4 mei
- J.R. Cobb (75), Amerikaans gitarist en songwriter[8]
- Rachel Held Evans (37), Amerikaans schrijfster[9]
- Prospero Nograles (71), Filipijns politicus[10]
- Tommy Sopwith (86), Brits ondernemer, autocoureur en motorbootracer[11]

### 5 mei
- Philippe Carrese (63), Frans schrijver en tekenaar[12]
- Christophe Lambrecht (48), Belgisch radiopresentator[13]
- Jan Linzel (103), Nederlands veteraan[14]
- Norma Miller (99), Amerikaans danseres, actrice, auteur[15]
- Christian d'Orgeix (91), Frans schilder en beeldhouwer[16]
- Barbara Perry (97), Amerikaans actrice[17]

### 6 mei
- Max Azria (70), Tunesisch modeontwerper en zakenman[18]
- Kinga Bán (37), Nederlands zangeres[19]
- Dominique Lawalrée (64), Belgisch componist[20]
- John Lukacs (95), Amerikaans historicus[21]
- Kip Niven (73), Amerikaans acteur[22]
- John Paay (93), Nederlands bandleider[23]
- Pierre Riché (97), Frans historicus[24]

### 7 mei
- Harry van den Haak (89), Nederlands jurist[25]
- Fernando Lopes da Silva (84), Portugees neurofysioloog[26]
- Jacques Taminiaux (90), Belgisch filosoof[27]
- Jean Vanier (90), Canadees filosoof en activist[28]

### 8 mei
- Jim Fowler (89), Amerikaans zoöloog en presentator[29]
- Hans Jansen (87), Nederlands theoloog en historicus[30]

### 9 mei
- Allene Roberts (90), Amerikaans actrice[31]
- Alvin Sargent (92), Amerikaans scenarioschrijver[32]
- Freddie Starr (76), Brits komiek[33]

### 10 mei
- Bert Cooper (53), Amerikaans bokser[34]
- Anatol Herzfeld (88), Duits beeldhouwer[35]
- Alfredo Pérez Rubalcaba (67), Spaans politicus[36]

### 11 mei
- Jean-Claude Brisseau (74), Frans regisseur en producent[37]
- Leo Herberghs (94), Nederlands dichter en schrijver[38]
- Peggy Lipton (72), Amerikaans actrice en model[39]
- Pua Magasiva (38), Samoaans-Nieuw-Zeelands acteur[40]
- Gianni De Michelis (78), Italiaans politicus[41]
- Silver King (51), Mexicaans worstelaar[42]

### 12 mei
- Charles Bartelings (97), Nederlands Engelandvaarder[43]
- Nasrallah Boutros Sfeir (98), Libanees geestelijke[44]
- Klara Goeseva (82), Russisch schaatsster[45]
- Dale Greig (81), Schots atlete[46]
- Machiko Kyō (95), Japans actrice[47]
- Jan Lanser (92), Nederlands vakbondsbestuurder en politicus[48]
- Marco Peters (57), Nederlands circusartiest[49]

### 13 mei
- Doris Day (97), Amerikaans actrice en zangeres[50]

### 14 mei
- Tim Conway (85), Amerikaans acteur en scenarioschrijver[51]
- Sven Lindqvist (87), Zweeds schrijver[52]
- Barbara York Main (80), Australische arachnologe[53]
- Arie Passchier (83) Nederlands zanger[54]
- Michael Rossmann (88), Amerikaans wetenschapper[55]
- George Smith (75), Brits voetbalscheidsrechter[56]
- Remig Stumpf (53), Duits wielrenner[57]

### 15 mei
- Bobby Diamond (75), Amerikaans kindacteur en advocaat[58]
- Peer Mascini (78), Nederlands acteur[59]
- Ieoh Ming Pei (102), Chinees-Amerikaans architect[60]

### 16 mei
- Piet Blauw (81), Nederlands politicus[61]
- Jean-Pierre Grafé (87), Belgisch politicus[62]
- Bob Hawke (89), Australisch politicus[63]
- Ashley Massaro (39), Amerikaans model en worstelaarster[64]
- Ieoh Ming Pei (102), Chinees-Amerikaans architect[65]
- Sol Yaged (96), Amerikaans jazzklarinettist[66]

### 17 mei
- Karel ten Haaf (57), Nederlands schrijver[67]
- Neville Lederle (80), Zuid-Afrikaans autocoureur[68]
- Herman Wouk (103), Amerikaans schrijver[69]

### 18 mei
- Manfred Burgsmüller (69), Duits voetballer[70]
- Sammy Shore (92), Amerikaans acteur en komiek[71]
- Geneviève Waïte (71), Amerikaans actrice[72]

### 19 mei
- Nilda Fernández (61), Frans zanger[73]
- Truus Wilders-IJlst (75), Nederlands beeldhouwster[74]

### 20 mei
- Bert Gieben (79), Nederlands voetballer[75]
- Niki Lauda (70), Oostenrijks autocoureur[76]

### 21 mei
- Jake Black (59), Amerikaans zanger, muzikant en componist[77]
- Binyavanga Wainaina (48), Keniaans schrijver en journalist[78]

### 22 mei
- Cor Baayen (85), Nederlands wiskundige[79]
- Judith Kerr (95), Brits-Duits kinderboekenschrijver en -illustrator[80]
- Rik Kuypers (94), Belgisch filmregisseur[81]
- Cees Schrama (82), Nederlands muzikant en producer[82]

### 23 mei
- Bertrand Collomb (76), Frans zakenman[83]
- Hussein Elabe Fahiye, voormalig Somalisch minister[84]
- Wim Woudsma (61), Nederlands voetballer[85]

### 24 mei
- Murray Gell-Mann (89), Amerikaans natuurkundige[86]
- Oleg Golovanov (84), Russisch roeier[87]
- Alan Murray (78), Australisch golfspeler[88]

### 25 mei
- Alexis Dragonetti (50), Belgisch zakenman[89]
- Lou de Jonge (94), Nederlands dichter en auteur[90]
- Nicolae Pescaru (76), Roemeens voetballer[91]

### 26 mei
- Prem Tinsulanonda (98), Thais militair en politicus[92]

### 27 mei
- Piet Hemker (77), Nederlands wiskundige[93]
- Frans Schellekens (65), Nederlands fotojournalist[94]
- Jacques Septon (85), Belgisch atleet[95]
- François Weyergans (77), Belgisch schrijver en regisseur[96]

### 28 mei
- Carmine Caridi (85), Amerikaans acteur[97]
- Apolo Nsibambi (80), minister-president van Oeganda[98]

### 29 mei
- Alberto Destrieri (72), Italiaans acteur[99]
- Tony Glover (79), Amerikaans bluesmuzikant[100]
- Peggy Stewart (95), Amerikaans actrice[101]

### 30 mei
- Patricia Bath (76), Amerikaans oogheelkundige, uitvindster en academica[102]
- Martine Bijl (71), Nederlands zangeres en actrice[103]
- Thad Cochran (81), Amerikaans politicus[104]
- Frank Lucas (88), Amerikaans drugsdealer[105]
- Anthony Price (90), Brits schrijver[106]
- Leon Redbone (69), Amerikaans singer-songwriter[107]
- Hans Reesink (84), Nederlands bisschop[108]

### 31 mei
- James Barton (38), Brits darter[109]
- Roky Erickson (71), Amerikaans singer-songwriter[110]
- Ewold Horn (59), Nederlands terreurslachtoffer[111]

### Datum onbekend
- Dave Helmick (81/82), Amerikaans autocoureur[112]

januari ·
februari ·
maart ·
april ·
mei ·
juni ·
juli ·
augustus ·
september ·
oktober ·
november ·
december
1900 ·
1901 ·
1902 ·
1903 ·
1904 ·
1905 ·
1906 ·
1907 ·
1908 ·
1909 ·
1910 ·
1911 ·
1912 ·
1913 ·
1914 ·
1915 ·
1916 ·
1917 ·
1918 ·
1919 ·
1920 ·
1921 ·
1922 ·
1923 ·
1924 ·
1925 ·
1926 ·
1927 ·
1928 ·
1929 ·
1930 ·
1931 ·
1932 ·
1933 ·
1934 ·
1935 ·
1936 ·
1937 ·
1938 ·
1939 ·
1940 ·
1941 ·
1942 ·
1943 ·
1944 ·
1945 ·
1946 ·
1947 ·
1948 ·
1949 ·
1950 ·
1951 ·
1952 ·
1953 ·
1954 ·
1955 ·
1956 ·
1957 ·
1958 ·
1959 ·
1960 ·
1961 ·
1962 ·
1963 ·
1964 ·
1965 ·
1966 ·
1967 ·
1968 ·
1969 ·
1970 ·
1971 ·
1972 ·
1973 ·
1974 ·
1975 ·
1976 ·
1977 ·
1978 ·
1979 ·
1980 ·
1981 ·
1982 ·
1983 ·
1984 ·
1985 ·
1986 ·
1987 ·
1988 ·
1989 ·
1990 ·
1991 ·
1992 ·
1993 ·
1994 ·
1995 ·
1996 ·
1997 ·
1998 ·
1999 ·
2000 ·
2001 ·
2002 ·
2003 ·
2004 ·
2005 ·
2006 ·
2007 ·
2008 ·
2009 ·
2010 ·
2011 ·
2012 ·
2013 ·
2014 ·
2015 ·
2016 ·
2017 ·
2018 ·
2019 ·
2020 ·
2021 ·
2022 ·
2023 ·
2024 ·
2025